# Lee Ritenour
Lee Mack Ritenour (* 11. Januar 1952 in Los Angeles) ist ein US-amerikanischer Jazz-Gitarrist, Komponist und Produzent.

## Werdegang
Ritenour spielte von 1991 bis 1998 bei der Smooth-Jazz-Formation Fourplay. Er veröffentlichte mehr als 40 Platten und hatte 17 Grammy-Nominierungen. Neben seinen eigenen Projekten war er auch als Sessionmusiker für Musiker wie Al Jarreau, Barbra Streisand, Herbie Hancock und Pink Floyd tätig.

## Diskografie
- Dreamcatcher 2020
- A Twist Of Rit 2015
- Rhythm Sessions 2012

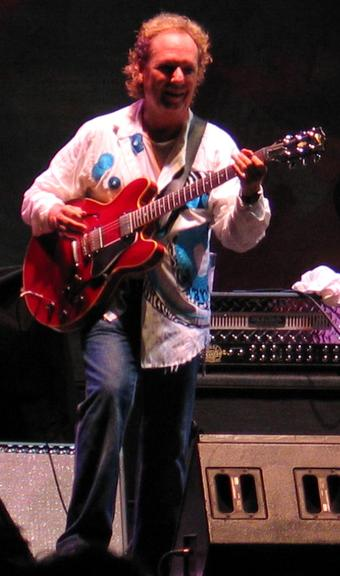
Lee Ritenour (2007)

- Let’s Touch the Sky (Fourplay) 2010
- 6 String Theory 2010
- Energy (Fourplay) 2008
- Amparo 2008
- X (Fourplay) 2006
- Smoke N’ Mirrors 2006
- Overtime 2005
- World of Brazil 2005
- Journey (Fourplay) 2004
- The Very Best of Lee Ritenour 2003
- Best Of Lee Ritenour 2003
- A Twist of Motown 2003
- Heartfelt (Fourplay) 2002
- Rit’s House 2002
- A Twist of Marley 2001
- Yes, Please! (Fourplay) 2000
- Snowbound (Fourplay) 1999
- Two Worlds 1999
- 4 (Fourplay) 1998
- This Is Love 1998
- The Best of Fourplay (Fourplay) 1997
- A Twist of Jobim 1997
- Elixir (Fourplay) 1995
- Larry & Lee (with Larry Carlton) 1994
- Between the Sheets (Fourplay) 1993
- Wes Bound 1993 (DE: Gold (German Jazz Award))[1]
- Fourplay (Fourplay) 1991
- Stolen Moments 1990
- Color Rit 1990
- Festival 1988
- Portrait 1987
- Earth Run 1986
- Harlequin 1985
- Banded Together 1984
- On the Line 1983
- Rit-2 1982
- Rit 1981
- Feel The Night 1979
- Rio 1979
- Friendship 1978
- The Captain’s Journey 1978
- Lee Ritenour & His Gentle Thoughts 1977
- Sugar Loaf Express 1977
- Captain Fingers 1977
- First Course 1976